# Gracilimus radix
Gracilimus radix (Rowe, Achmadi & Esselstyn, 2016) è un roditore della famiglia dei Muridi, unica specie del genere Gracilimus (Rowe, Achmadi & Esselstyn, 2016), endemico di Sulawesi.

## Etimologia
L'epiteto generico è la combinazione delle due parole latine gracilis- e -mus, letteralmente topo gracile. Il termine specifico, sempre dal latino radix, radice, fa riferimento al nome con il quale è noto questo piccolo animale presso la popolazione locale dei Mamasa, ovvero topo radice.

## Descrizione

### Dimensioni
Roditore di piccole dimensioni, con la lunghezza della testa e del corpo tra 108 e 125 mm, la lunghezza della coda tra 151 e 163 mm, la lunghezza del piede tra 28 e 30 mm, la lunghezza delle orecchie tra 13 e 14 mm e un peso fino a 45 g.

### Caratteristiche craniche e dentarie
Il cranio è delicato, presenta un rostro lungo e sottile, è privo di creste orbitali, le ossa nasali si estendono leggermente oltre gli incisivi superiori e le arcate zigomatiche sono sottili. Gli incisivi superiori sono arancioni chiari, lisci ed ortodonti, ovvero con le punte rivolte verso il basso. Il terzo molare è ridotto.
Sono caratterizzati dalla seguente formula dentaria:

### Aspetto
Il corpo è snello e ricoperto da una pelliccia corta e soffice. Le parti dorsali sono bruno-grigiastre scure con dei riflessi più chiari, mentre le parti ventrali sono bruno-grigiastre. Il muso è breve ed arrotondato, gli occhi sono piccoli. Le vibrisse sono lunghe fino a 50 mm e sono sottili. Le orecchie sono corte, ovali, leggermente ricoperte di peluria e dello stesso colore del dorso. Le zampe posteriori sono lunghe e sottili. Alla fine di ogni dito è presente un cuscinetto carnoso e un artiglio compresso lateralmente, eccetto il pollice, rudimentale e attaccato sul lato, fornito di un'unghia appiattita. La coda è più lunga della testa e del corpo, è scura sopra, più chiara sotto e rivestita di scaglie. 

## Biologia

### Comportamento
È una specie terricola.

### Alimentazione
Si nutre di parti vegetali e di artropodi.

### Riproduzione
Una femmina catturata a novembre non era sessualmente attiva.

## Distribuzione e habitat
Questa specie è conosciuta soltanto sul Gunung Gandangdewata, nella parte centro-occidentale dell'isola di Sulawesi, Indonesia.
Vive nelle foreste pluviali montane a circa 1.570 metri di altitudine.

## Conservazione
Questa specie, essendo stata scoperta solo recentemente, non è stata sottoposta ancora a nessun criterio di conservazione.